# صيقة باعبود (وادي العين)
صيقة باعبود هي إحدى قرى عزلة وادي العين بمديرية حورة التابعة لمحافظة حضرموت، بلغ تعداد سكانها 167 نسمة حسب تعداد اليمن لعام 2004.